# Октет (інформатика)
Октет в інформатиці — 8 біт. Від лат. octo — вісім. В українській мові октет зазвичай називають байтом.

Октет має 256 станів.

## «Октет» чи «байт»?
Слово «октет» часто вживається при описі  мережевих протоколів, так як вони призначені для взаємодії комп'ютерів, мають не обов'язково однакову  платформу. На відміну від байта, який (у широкому сенсі) може дорівнювати 10, 12 і т.п. бітам, октет завжди дорівнює 8 бітам.
Щоб виключити двозначність, у  французькій мові слово «октет» використовується майже скрізь, де в українській, російській або  англійській мовах вживається слово «байт».
| 128 (або біт знака) | 64 | 32 | 16 | 8 | 4 | 2 | 1 |

## Дивись також
- Кодова сторінка
- Октет із старшим бітом 1
- LPT-порт
- Двійковий файл
- 8-бітний колір
- TCP/IP
- Ніббл